# Цаликов, Вадим Вадимович
Ца́ликов Вади́м Вади́мович (осет. Цæлыккаты Вадим; род. 1966 Пятигорск) — кинорежиссёр, сценарист, художник.

## Биография
Родился 12 августа 1966 года в Пятигорске.
В 1989 году окончил Владикавказское художественное училище (факультет дизайна).
C 1989 по 1991 год учился на факультете теории и истории изобразительного искусства Санкт-Петербургской Академии художеств.
В 1996 году окончил ВГИК.
С 1994 по 1997 год работал автором сценариев и режиссером более 50 короткометражных фильмов в программе «Волшебный мир или Синема», телекомпании «Класс!», ОРТ (Первый канал).
С 1997 - 1999 годах был режиссером монтажа программы «Старый телевизор», НТВ.
С 1999 года начинает сотрудничество с московскими киностудиями «Совинфильм» и «М-Фильм», создав документальные фильмы о выдающихся личностях, исторических событиях и трагедиях, таких как Бесланская тетралогия : "Граждане Беслана", "Отставной учитель", "Беслан.Надежда", "Беслан.Память" и событиях августа 2008 года в Южной Осетии. Цаликов является также автором графической серии «Беслан. Кадры памяти».
С 2011 года режиссёр работает над франко-бельгийским циклом, посвящённым судьбам эмигрантов разных поколений.
Заслуженный деятель искусств Республики Северная Осетия — Алания.
Член Союза кинематографистов России.
Член Гильдии режиссеров России. 
Многократный участник и призер, член жюри отечественных и международных кинофестивалей .
С 2019 г. руководитель Мастерской режиссуры неигрового кино- и телефильма во ВГИКе (филиал в Ростове-на-Дону) .
С 2021 г. завкафедрой режиссуры факультета экранных искусств ВГИКа (филиал в Ростове-на-Дону) .
Живет и работает в Москве.

## Награды
- Медаль Белорусского союза кинематографистов за выдающиеся заслуги в кинематографе (7 ноября 2022 г.)
- Медаль Республики Северная Осетия — Алания «Во Славу Осетии» (28 июля 2021) — «За большой личный вклад в развитие документального кино и многолетнюю плодотворную деятельность»[4].
- Орден Дружбы от Республики Южная Осетия «За большой личный вклад в развитие отношений дружбы и сотрудничества между народами».
- Диплом и благодарность от Главнокомандующего Ракетными войсками стратегического назначения Российской Федерации за документальный фильм «Войска, рожденные двадцатым веком», Москва,1999
- Приз от Совета Федерации Федерального собрания РФ «За выдающийся вклад в развитие славянского кинематографа», Москва, Кремль, 2010
- Специальный диплом III Международного кинофестиваля документального кино «Человек и война» за выставку графических работ «Беслан. Кадры памяти», Екатеринбург, 2009
- Приз «Честь и достоинство» за фильмы Бесланской трилогии от Президента кинофестиваля «Русское зарубежье»,Москва,2010
- Медаль «За боевое содружество» от Министерства внутренних дел Республики Южная Осетия, 2015
- Благодарность от Председателя Союза кинематографистов России, 2016

Ирбек и Асуан
- Специальное упоминание жюри кинофестиваля «Святая Анна» 1997 г.
- Приз профессионального жюри на МКФ фильмов ВГИКа 1998.
- Номинация «Семь лучших фильмов» МКФ «Дни кино» Аугсбург. Германия

Прощай Асуан
- Диплом жюри XIII кинофестиваля документального кино «Россия», Екатеринбург, 2002
- Приз им. А.Згуриди киностудии «Центрнаучфильм» на XIII кинофестивале документального кино «Россия», 2002
- «Десять лучших документальных фильмов фестиваля» МКФ в Дьере, Венгрия, 2003 [5].

Индия — вчера, сегодня, завтра
- Почетный диплом Посольства республики Индия в России, Москва

Прощальная краса
- Приз Гильдии организаторов кинопроизводства, кинопроката и кинопоказа «Бронзовая медаль братьев Люмьер» на IX кинофестивале «Кино, o, Кино!», Москва, 2004

Граждане Беслана
- По оценкам критиков фильм вошёл в десятку лучших документальных фильмов 2006 года.
- Приз «Серебряная ладья» XIII кинофестиваля «Окно в Европу», Выборг, 2005
- Приз телеканалов «Одиссея» и «Истуар» на XIII кинофестивале Российского кино в Онфлере, Франция, 2005
- Специальный приз жюри МКФ «Волоколамский рубеж». Волоколамск, 2005
- Приз жюри педагогов XXII МКФ фильмов для детей и юношества им. Р.Быкова, Москва, 2005
- Приз газеты Союза кинематографистов «СК-НОВОСТИ» — «Хрустальный глобус» на МКФ «Сталкер», 2005
- Приз «Серебряный кентавр» национального конкурса МКФ «Послание к человеку», Санкт-Петербург, 2006
- Приз «Серебряный витязь» МКФ «Золотой витязь», Серпухов, 2006
- Специальный диплом киноцентра «Русский путь», Москва, 2007

Отставной учитель
- Главный приз программы «Кинематографисты мира против террора» от Национального антитеррористического комитета России на МКФ «Золотой витязь»,Москва,2008 г.
- Приз полномочного представителя Президента РФ в Уральском Федеральном округе на XVIII кинофестивале документального кино «Россия», Екатеринбург.
- Приз-медаль «Петр Первый»,Диплом жюри МКФ военного кино им. Ю. Н. Озерова,Санкт-Петербург.
- Приз имени Романа Кармена на Третьем Международном фестивале военно-патриотического фильма «Волоколамский рубеж», 2006
- Специальный приз Парламентского собрания Союза Белоруссии и России «За верность нравственным идеалам в киноискусстве» на XVI МКФ «Золотой витязь»(Кисловодск, 2007)
- Диплом жюри XVI МКФ «Золотой витязь» — «За показ величия души человека» (Кисловодск, 2007)
- Специальный приз жюри Второго Всероссийского кинофестиваля «Человек и война» (Екатеринбург ,2008)

Цхинвальская притча
- Специальный приз жюри «За режиссерское мастерство» на Втором Всероссийском кинофестивале «Человек и война» (Екатеринбург,2008)
- Диплом XIY Международного фестиваля «Кино-детям», программа «Во славу Отчизны» (Самара, 2009)
- Диплом жюри XYIII МКФ «Золотой витязь» — «За проникновенный рассказ о жителях Цхинвала, переживших трагедию войны»(Липецк, 2009)
- Медаль «Вера. Отечество. Честь» и Диплом Лауреата конкурсного показа «Небесный град и земное Отечество» на Всероссийском кинофестивале «Бородинская осень». (2009)

Беслан. Надежда
- Участник Специальной программы 32 Московского Международного кинофестиваля, 2010.
- Главный приз жюри на третьем Международном кинофестивале «Человек и война» (Екатеринбург, 2009).
- Главный приз документального конкурса 15-го Международного кинофестиваля «Сталкер» (Москва, 2009)[6].
- Специальный приз прессы на 6-м Международном кинофестивале С. Ф. Бондарчука «Волоколамский рубеж» (Волоколамск, 2009).
- Специальный приз жюри в номинации «Терроризм-угроза миру» на Международном кинофестивале «ДетективФЕСТ» (Москва, 2010).
- Приз «Серебряный витязь» на XIX Международном кинофестивале «Золотой витязь» (Москва, 2010).
- Специальный приз на Международном кинофестивале «Русский путь» (Нью-Йорк, 2010).
- Медаль «GREAT VICTORY» от американской ассоциации ветеранов Второй мировой войны (Вашингтон, 2010).
- Специальный диплом от киноцентра «Русский путь» на МКФ «Russian way» (Нью-Йорк, 2010).
- Приз «Лучезарный ангел» и Диплом жюри победителя в номинации «За глубокое раскрытие темы веры, надежды, любви» на МКФ «Лучезарный ангел» (Москва, 2010).

Цхинвал. Послесловие
- Диплом и Приз киноцентра «Русский путь»,Москва,2010
- Диплом жюри Международного кинофестиваля «Человек и война»,Екатеринбург,2010

Офлонский роман
- Главный приз в номинации «Лучший короткометражный документальный фильм» на МКФ «Земля и люди», (Уфа,2011)
- Медаль «Вера. Отечество. Честь» и Диплом Лауреата конкурсного показа «Небесный град и земное Отечество» на Всероссийском кинофестивале «Бородинская осень», (2011)

И целой жизни стоит…
- Специальный Диплом жюри кинофестиваля «Русское зарубежье» (Москва,2012)

Бельгийские москвичи
- Приз и Диплом Дома Русского Зарубежья имени Александра Солженицына (Москва, 2013)

Беслан. Память
- Приз и Диплом «За достойное раскрытие темы памяти жертв терроризма» на XIX Международном кинофестивале «Кино-детям» (Самара,2014)
- Специальный приз Уполномоченного по правам человека в Свердловской области «За гражданскую доблесть» . Кинофестиваль «Россия» (Екатеринбург, 2014)
- II место и Диплом в номинации «Былое и грядущее» на Открытом кинофестивале документального кино и телевизионных авторских программ «Кунаки»(Сухуми,2014)
- Диплом за лучшую операторскую работу на Открытом кинофестивале документального кино и телевизионных авторских программ «Кунаки»(Сухуми,2014)
- Диплом Международного кинофестиваля «Невский благовест» (Санкт-Петербург, 2014)
- Главный приз «Бронзовая свеча» от киноцентра «Русское зарубежье» (Москва, 2014)
- Номинация «Лучший неигровой фильм» Национальной Академии кинематографических искусств и наук «Золотой Орел» (Москва, 2014)
- Главный приз в номинации «Профессиональное документальное кино. Историческое исследование» на ХI Открытом фестивале документального кино «Человек и война» (Екатеринбург, 2018)

Алибек
- «Лучший телевизионный фильм» на XI Международном кинофестивале «Кунаки» (Сухум, Абхазия, 2017)
- Диплом и приз от Администрации Президента Республики Абхазия « За верность традициям куначества» на XI Международном кинофестивале «Кунаки» (Сухум , Абхазия , 2017)
- Специальный диплом жюри «Чтобы помнили…!» I Открытого Крымского кинофестиваля документального кино «КрымДок» (Симферополь, Республика Крым, 2018)
- Лонг-лист номинации «Лучший неигровой фильм» Национальной Академии кинематографических искусств и наук «Золотой Орёл» (Москва, 2018)

Созвучье слов живых
- Диплом XIV Международного кинофестиваля «Кино-детям» За профессиональное раскрытие темы юношеского творчества в документальном кино" (Самара, 2019)
- Специальный приз жюри «За творческий вклад в защиту русской словесности» V Международного кинофестиваля «Отцы и дети» (Орел, 2019)

Мой брат доктор Мольс
- Специальный диплом Дома Русского зарубежья имени Александра Солженицына « За проникновенный кинорассказ о сохранении семейных ценностей и вклад в укрепление отношений между Россией и Бельгией» на XVI Международном кинофестивале «Русское зарубежье» (Москва, 2022)
- Номинант /шорт-лист/ Национальной премии в области неигрового кино «Золотая свеча» (Москва, 2023)
- Лонг-лист номинации «Лучший неигровой фильм» Национальной Академии кинематографических искусств и наук «Золотой Орел» (Москва, 2023)
- Лонг-лист номинации «Лучший неигровой фильм» Российской Академии кинематографических искусств «Ника» (Москва, 2023)
- Лауреат в номинации «Лучший фильм на социальную тему» Международного кинофестиваля «Отцы и дети» (Орел, 2023)
- Диплом жюри неигрового кино «За обаяние и крепость братства» XXIX Международного кинофестиваля «Сталкер» (Москва, 2023)

## Фильмография
- 1994 «Палитра Тибула»
- 1995 «День чёрного ореха»
- 1996 «Ирбек и Асуан»
- 1999 «Войска, рождённые XX веком»
- 2000 «„Умная“ ракета над безумным миром» (сериал «ВПК без грифа „секретно“»)
- 2001 «Прощай, Асуан»
- 2002 «Президент Хафез Асад» (совместно с сирийским телевидением)
- 2002 «Пуск»
- 2003 «Сферы Виктора Митрошина»
- 2003 «Остановлен под Тулой»
- 2004 «Прощальная краса»
- 2004 «Одной правой»
- 2004 «Индия: вчера, сегодня, завтра»
- 2005 «Граждане Беслана»
- 2006 «Отставной учитель»
- 2008 «Цхинвальская притча»
- 2009 «Беслан. Надежда»
- 2010 «Цхинвал. Послесловие»
- 2011 «Офлонский роман»
- 2011 «Первое посольство»
- 2012 «Прекрасное время в Офлансе»
- 2012 «И целой жизни стоит…»
- 2012 «Гладиаторы нашего времени»
- 2013 «Бельгийские москвичи»
- 2014 «Беслан. Память»
- 2015 «Дмитрий Медоев. Из жизни первого посла»
- 2016 «Кермен»
- 2017 «Алибек»
- 2019 «Созвучье слов живых»
- 2022 «Мой брат доктор Мольс»
- 2025 "Народный"